# Агава
Ага́ва (лат. Agáve) — род однодольных растений подсемейства Агавовые (Agavoideae) семейства Спаржевые (Asparagaceae).

## Название
Современное латинское-научное название растения произошло от др.-греч. Ἀγαύη — имени Агавы, персонажа древнегреческой мифологии, дочери Кадма, матери Пенфея.

## Ботаническое описание
Стебель укороченный, с розеткой крупных листьев, у многих видов они мясистые и колючие.
Цветёт на 6—15-м году (редко позже), образуя цветонос (высотой до 12 м) с большим числом (до 17 тысяч) цветков; после созревания плодов надземная часть растения отмирает, а у ряда видов от корневищ отрастают новые растения.

## Распространение
Большинство видов агавы произрастают в дикой природе в высокогорных районах Мексики и прилегающих регионах. В Европу агава завезена вскоре после открытия Америки; наиболее распространена Агава американская (Agave americana L.), культивируемая как декоративное растение в Средиземноморье. Культивируется в парках Черноморского побережья Кавказа, Кавказских Минеральных Вод и Южного берега Крыма.

## Хозяйственное значение и использование
Из листьев многих видов агавы изготавливают канаты, верёвки, шпагат, половики, упаковочные и другие грубые ткани; из отходов производят бумагу, главным образом обёрточную. Некоторые виды агавы разводят в тропических областях обоих полушарий для получения волокна. Наиболее ценны Агава сизалевая (Agave sisalana Perrine), дающая так называемый сизаль, Агава фуркреевидная, или Юкатанская конопля (Agave fourcroydes Lem.) — генекен (юкатанский сизаль), Агава кантала (Agave cantala Roxb.) — канталу, и другие. Спрессованные волокна агавы, именуемые сизаль, обычно используют для мишеней игр дартс.
Многие части агавы съедобны: листья, цветы, сердцевину и сок употребляют в пищу. На листьях обитают гусеницы бабочки из рода Megathymus, их жарят вместе с листьями и едят, считая деликатесом. Сок производят взрослые растения (с 6—8 года), зимой и весной, перед началом цветения, листья агавы наиболее им богаты, а в сезон, длящийся около двух месяцев, в день можно собрать около 0,27 литра сока. Агавовый сок сахаристый, почти прозрачный с зеленоватым оттенком, сладкий с горчинкой, его пьют как освежающий напиток и вываривают в сироп. Без консервации быстро начинает бродить: из сока агавы тёмно-зелёной (Agave atrovirens Karw. ex Salm-Dyck) и других готовят алкогольный напиток пульке и уксус, а из сердцевины агавы производят крепкие алкогольные напитки — текила и мескаль. Только Агава голубая (Agave tequilana Web.) используется для производства текилы. Путём перегонки из сока голубой агавы делают дистиллят, он и является основой для текилы. Из стеблей Agave cocui делается традиционный венесуэльский напиток кокуй.
Из некоторых видов агавы делают сладкий сироп, похожий по консистенции на мёд. Тяжёлые и крупные стрелки, которые агава выбрасывает перед цветением, жарят и употребляют в пищу.
Корни некоторых агав в Мексике применяют в медицине. В листьях агавы американской и сисальской содержатся стероидные сапонины, используемые для синтеза стероидных гормональных препаратов — кортизона, прогестерона. В Китае из обоих видов получены вещества, составляющие новую группу контрацептивов, обладающих важным преимуществом — их достаточно принимать один—два раза в месяц. Агава американская (Agave americana L.) применяется в гомеопатии.
Агава американская, Агава оттянутая (Agave attenuata Salm-Dyck), Агава королевы Виктории (Agave victoriae-reginae T.Moore) и многие другие разводятся как комнатные и оранжерейные растения.

## Классификация

### Таксономия
Agave L., 1753, Sp. Pl. : 323
Род Агава относится к семейству Спаржевые (Asparagaceae) порядка Спаржецветные (Asparagales). Таксономическая схема в соответствии с Системой APG IV по состоянию на июнь 2023 года:
|  |                                      |  |                                   |                                   |                     |  | ещё 13 семейств |               |               |                                                                 |
|  |                                      |  |                                   |                                   |                     |  |                 |               |               | 273 подтверждённых вида и 159 таксонов, ожидающих подтверждения |
|  |                                      |  |                                   | порядок Спаржецветные             |                     |  |                 |               | род Агава     |                                                                 |
|  |                                      |  |                                   | порядок Спаржецветные             |                     |  |                 |               | род Агава     |                                                                 |
|  | отдел Цветковые, или Покрытосеменные |  |                                   |                                   | семейство Спаржевые |  |                 |               |               |                                                                 |
|  | отдел Цветковые, или Покрытосеменные |  |                                   |                                   |                     |  |                 |               |               |                                                                 |
|  |                                      |  | ещё 63 порядка цветковых растений | ещё 63 порядка цветковых растений |                     |  |                 | ещё 117 родов | ещё 117 родов |                                                                 |
|  |                                      |  |                                   | ещё 63 порядка цветковых растений |                     |  |                 |               | ещё 117 родов |                                                                 |

### Виды
Некоторые из них:
- Agave acklinicola Trel.
- Agave americana L. typus[1] — Агава американская
- Agave attenuata Salm-Dyck — Агава оттянутая
- Agave bovicornuta Gentry
- Agave bracteosa S.Watson ex Engelm. — Агава прицветниковая
- Agave colorata Gentry — Агава окрашенная
- Agave filifera Salm-Dyck — Агава нитеносная
- Agave fourcroydes Lem. — Агава фуркроидная, или Хенекен, или Генекен
- Agave funkiana K.Koch & C.D.Bouché — Агава Функа
- Agave lechuguilla Torr.
- Agave macroacantha Zucc. — Агава широкоокаймленная
- Agave parrasana A.Berger — Агава паррасская
- Agave parryi Engelm. — Агава Парра
- Agave potatorum Zucc. — Агава пьяниц
- Agave sisalana Perrine — Агава сизалевая, или Сизаль
- Agave stricta Solm. — Агава прямая
- Agave tequilana F.A.C.Weber — Агава голубая, или Агава текильная
- Agave toumeyana Trel. ex Standl. — Агава Туми
- Agave utahensis Engelm.
- Agave victoriae-reginae T.Moore — Агава Королевы Виктории
- Agave vilmoriniana A.Berger — Агава Вильморена
- Agave vivipara L. — Агава живородящая

### Гибриды
- Agave ×glomeruliflora (Engelm.) A.Berger [= Agave lechuguilla × Agave havardiana?]
- Agave ×arizonica Gentry & J.H.Weber [= Agave chrysantha × Agave toumeyana]

### Синонимы
- Allibertia Marion ex Baker
- Bonapartea Haw.
- Bravanthes Cif. & Giacom.
- Coetocapnia Link & Otto
- Ghiesbreghtia A.Rich. & Galeotti
- Littaea Tagl.
- Manfreda Salisb.
- Mangave D.Klein
- Polianthes L.
- Prochnyanthes S.Watson
- Pseudobravoa Rose
- Runyonia Rose
- Zetocapnia Link & Otto

- Agave americana
- Agave angustifolia
- Agave atrovirens
- Agave attenuata
- Agave bovicornuta
- Agave bracteosa
- Agave caribaeicola
- Agave chiapensis
- Agave chrysantha
- Agave colorata
- Agave deserti
- Agave desmettiana
- Agave filifera
- Agave flexispina
- Agave funkiana
- Agave gentryi
- Agave guiengola
- Agave guadalajarana
- Agave horrida
- Agave inaequidens
- Agave karwinskii
- Agave lechuguilla
- Agave macroacantha
- Agave mckelveyana
- Agave missionum
- Agave murpheyi
- Agave obscura
- Agave ocahui
- Agave ornithobroma
- Agave pachycentra
- Agave pacifica
- Agave palmeri
- Agave parrasana
- Agave parryi
- Agave parviflora
- Agave polianthiflora
- Agave potatorum
- Agave salmiana
- Agave sebastiana
- Agave shawii
- Agave shrevei
- Agave sisalana
- Agave striata
- Agave stricta
- Agave tequilana
- Agave toumeyana
- Agave utahensis
- Agave vilmoriniana
- Agave wercklei
- Агава королевы Виктории
- Agave wocomahi
- Agave xylonacantha
- Agave ×arizonica

## Выращивание в домашних условиях
Освещение должно быть яркое, солнечное. Почва — состоящая из равных частей дерновой, листовой земли, перегноя, торфа и песка. Летом рекомендуется выносить на улицу, осенью и зимой необходимо содержать в сухом помещении при температуре 8—12 градусов по Цельсию. Полив летом умеренный, зимой редкий. Размножают отпрысками, отрезками корневищ.